# 久保泰三
久保 泰三（くぼ たいぞう、1955年8月11日 - ）は、日本の実業家。アルフレッサ ホールディングス代表取締役社長。

## 人物・経歴
東京都出身。1979年獨協大学経済学部卒業、福神（現アルフレッサ）入社。2000年取締役に昇格。2002年取締役常務執行役員。2006年アルフレッサ ホールディングス取締役常務執行役員。2008年アルフレッサ ホールディングス取締役専務執行役員。2009年四国アルフレッサ代表取締役社長。2015年アルフレッサ ホールディングス取締役副社長。2016年からアルフレッサ ホールディングス代表取締役社長を務め、営業機能改革などを進めた。